# ولادانا ووچینیچ
ولادانا ووچینیچ (به انگلیسی: Vladana Vučinić) (زاده ۱۸ ژوئیهٔ ۱۹۸۶) خواننده و ترانه‌سرا صربستانی است.
او نماینده صربستان در یوروویژن ۲۰۲۲ بود.